# Koncertalbum
A koncertalbum vagy koncertlemez egy zenei felvételi anyag, amit – ellentétben a stúdióalbummal – közönség előtti élő előadások alatt szoktak felvenni.

## A koncertfelvételek készítésének a körülményeiről
Koncertfelvétel készülhet egy koncert alatt is, de gyakori, hogy két koncert, vagy egy teljes koncertkörút legjobban sikerült felvételeit állítják össze egyetlen albummá. Általában a koncertalbumoknak, azon belül is főleg a több évtizeddel ezelőtt készült felvételeknek nincs annyira letisztult hangzásuk, mint a stúdióalbumoknak. A korrigálás jóval kisebb lehetőségei miatt az előadó részéről fokozott odafigyelést és fegyelmet, a felvételt készítő mérnökök és technikusok részéről pedig nagyfokú hozzáértést és tapasztalatot igényel egy élő koncert felvétele. Az élő felvétel jellemzője a művész a közönséggel folytatott kommunikációja, a taps, fütyülés és egyéb, a közönség által keltett zaj, ezek például egy nagy létszámú rockkoncert esetén hozzásegítik a lemez hallgatóját a koncert hangulatának átéléséhez. Komolyzenei és jazzkoncertek során a hallgatóság többnyire fegyelmezetten viselkedik, de zavaró köhintések, székrecsegések esetleg hallhatóak lehetnek csöndes zenei részeknél, ezeket régebben megfelelő eszközök hiányában a felvételben hagyták, manapság digitális úton kiszűrhetik.

## A koncertfelvételek készítéséről

### Soksávos felvétel
Az évtizedek óta létező sok sávos analóg és a mai digitális felvételi technikának köszönhetően a koncerteken, akárcsak a stúdiókban, többnyire külön veszik fel az egyes hangszerek, hangszercsoportok, énekesek, háttérénekesek, kórus stb. hangját, valamint a hallgatóság zajait is rögzítik néhány mikrofonnal. Az akusztikus hangszereket és az éneket mikrofonokkal, az elektronikus hangszerek hangját (elektromos gitár, szintetizátor stb.) közvetlenül elektronikus úton rögzítik. Ezt követi – akárcsak a stúdióalbumoknál – a stúdióban végzett utómunka (a hangsávok összeszerkesztése, korrigálása, a megfelelő térhatás kialakítása), hogy még jobb hangzást érhessenek el.

### Kétmikrofonos felvétel
Akusztikus hangszerekkel tartott komolyzenei, jazz- és egyéb koncerteknél a valódi teremhatás minél jobb visszaadása érdekében kétmikrofonos technikát is alkalmaznak. Kétmikrofonos felvételeknél az utólagos módosítás lehetősége erősen korlátozott, ezért különlegesen gondos előkészítést igényelnek, de a kapott eredmény természetessége miatt sok esetben felülmúlja a soksávos technikával készített felvételekét.

### Bootleg felvételek
Elektronikus erősítéssel zajló koncerteknél a kétmikrofonos technika nem szokásos, kivéve a hallgatóság által sok esetben titokban, amatőr eszközökkel készített ún. bootleg felvételeket. Bootleg felvételek természetesen bármilyen koncerten készülhetnek, melyeket sokszor évekkel, évtizedekkel később mint ritkaságokat, ki is adhatnak.

## A koncert és stúdiófelvételek közötti különbségről
A stúdió és koncertfelvételek közötti legfontosabb különbség tehát egyrészt a közönség jelenléte, a koncertterem akusztikája, az élő előadás hangulata, technikailag pedig a zenemű egységes és egyidőbeni elhangzása a stúdió akár hangszerenkénti külön időben történő felvételével szemben. A koncertkörülmények közepette, de közönség nélkül – vagy kis létszámú (legfeljebb néhány száz fős, általában meghívott vendégekből álló) közönséggel – készített felvételeket akusztikus albumnak/felvételnek is hívják.

## Klasszikus zene
A klasszikus zenében a koncertlemez nem nagyon különbözik a stúdiófelvételektől. A legjobb színvonalú klasszikus zenei felvételeket sokszor a világ legjobb akusztikájú koncerttermeiben, vagy koncertteremhez hasonló jellegű, külön erre a célra kialakított stúdiókban készítik. A közönség előtti valódi élő előadással szemben annyi a könnyebbség, hogy az egyes zenei tételek között szünetet tartanak, valamint a rontott részeket ismételten fel tudják venni.
A jól előkészített, gondosan felvett és hibátlanul játszott komolyzenei koncertfelvétel hangzása megkülönböztethetetlen, akár közönség előtt, akár közönség nélkül vették fel, leszámítva természetesen a teremakusztika nézők miatti változását és a közönség által keltett zajokat.
Sok klasszikus zenei előadó és zenekar inkább üres koncerttermekben rögzíti a dalokat valódi stúdió helyett, mások a közönség előtti koncerteket kedvelik jobban. Leonard Bernstein karmester szinte összes felvétele élő koncertfelvételekből áll, nincs túl sok valódi stúdióalbuma.

## Dzsessz
A dzsesszben a koncertalbum is épp ugyanolyan fontos, mint egy stúdióban készült nagylemez, mivel a műfaj fő jellegzetessége az improvizáció, ami a koncerteken sohasem maradhat el. Régi koncertfelvételek évtizedekkel későbbi kiadása is nagy fontossággal bír bármely ismert dzsessz előadó életművében, ilyen például az 1957-ben, New Yorkban rögzített, de csak 2005-ben kiadott Thelonious Monk Quartet with John Coltrane at Carnegie Hall című koncertalbum is.

## Rock és pop
Számos sikeres pop- és rockelőadó, valamint együttes jelentetett meg pályafutása során egy, vagy több koncertalbumot, de ezeknek általában kisebb jelentőségük van, és nem is annyira keresettek, mint a stúdióalbumok. Természetesen kivétel is akad, néhány pop- és rockelőadó koncertfelvételei a stúdióalbumok népszerűségével versengenek (például Thalía Primera fila című koncertalbuma a mindenkori eladásokra nézve bármely azt megelőző stúdióalbumánál nagyobb sikert – gyémántlemezt – ért el hazájában).
A világ egyik legkeresettebb koncertalbuma Garth Brooks Double Live című felvétele, ami 2006 novemberében 21 millió példányban kelt el.
A sokszor csak egyetlen alkalommal kiadott koncertalbumok az évek múlásával különleges ritkasággá válhatnak, ilyen például Olivia Newton-John 1976-os Love Performance című koncertjének csak Japánban megjelent hanglemezkiadása, vagy Suzi Quatro Live and Kickin' című felvétele.

## Elektronikus zene
Elektronikus zenei koncerteken a felvétel a jobb hangminőség érdekében többnyire nem mikrofonokkal, hanem közvetlenül a hangszerekről, DJ mixeknél a keverőpultról történik, ebben az esetben a koncertlemez megkülönböztethetetlen a stúdióalbumtól. Néhány elektronikus zenekarnak több koncertalbuma van, mint stúdióalbuma. Ezt példázza az is, hogy Tangerine Dreamnek közel 300 órányi bootleg felvétele van, melyeket maga az előadó legalizált a Tangerine Tree projekt néven. Az elektronikus hangszerekkel, szintetizátorokkal tartott koncerteknél a steril hangzás elkerülésére utólagosan megfelelő térakusztikát szimuláló hatást alkalmazhatnak, a közönség által keltett zajokat is megfelelő módon a zenéhez keverhetik, pl. Jean-Michel Jarre koncertfelvételein. Bizonyos esetekben mesterséges stadion és tömeghatást is alkalmazhatnak, pl. a Scooter egyes felvételein.

## Magyarországon
A magyar könnyűzenei együttesek közül elsőként a Metro készített koncertalbumot 1970-ben Egy este a Metro Klubban… címmel. Ezt két évvel később az Élő Omega követte az Omegától. Ezután sokáig kellett várni újabb koncertalbumokra, mivel a szűkösebb lemezhez jutási lehetőségeket inkább stúdióalbum készítésére fordították az együttesek. Az előbb említett két lemez is csupa új dalt tartalmazott, tehát egyúttal soralbumok is voltak. 1979-ben a Piramis A nagy buli és az Omega Élő Omega Kisstadion ’79 című albumai voltak az elsők, amelyek már kifejezetten azzal a céllal készültek, hogy bemutassák, hogyan szólnak az együttes legjobb dalai élőben.

## Híres koncertalbumok

### 1930
- 1938 – Benny Goodman: Benny Goodman at Carnegie Hall

### 1960
- 1960 – Bobby Darin: Bobby at the Copa
- 1963 – James Brown: Live At The Apollo
- 1967 – Otis Redding: Live in Europe
- 1968 – Johnny Cash: At Folsom Prison

### 1970
- 1970 – The Doors: Absolutely Live
- 1970 – Jimi Hendrix: Band of Gypsys
- 1970 – The Rolling Stones: Get Yer Ya-Ya's Out!
- 1970 – The Who: Live at Leeds
- 1971 – George Harrison & Friends: The Concert for Bangladesh
- 1973 – Deep Purple: Made in Japan
- 1975 – Bob Marley and the Wailers: Live!
- 1975 – Kiss: Alive!
- 1976 – Olivia Newton-John: Love Performance
- 1979 – Neil Young and Crazy Horse: Rust Never Sleeps

### 1980
- 1982 – Simon and Garfunkel: The Concert in Central Park
- 1983 – U2: Under a Blood Red Sky
- 1986 – Bruce Springsteen: Live/1975-85

### 1990
- 1992 – AC/DC: Live
- 1992 – Queen: Queen: Live at Wembley Stadium
- 1995 – Pink Floyd: P•U•L•S•E

### Magyarország
| - 1970 – Metro: Egy este a Metro Klubban… - 1972 – Omega: Élő Omega - 1979 – Piramis: A nagy buli - 1979 – Omega: Élő Omega Kisstadion ’79 - 1981 – Beatrice, LGT, Omega: Kisstadion ’80 - 1981 – Fonográf, Tolcsvayék és a Trió, Koncz Zsuzsa, Illés: A Koncert - 1983 – Locomotiv GT: Azalbummm - 1984 – Edda Művek: Viszlát Edda! - 1985 – Edda Művek: Edda Művek 5. - 1990 – Bikini: Temesvári vasárnap - 1992 – Beatrice: A Beatrice legjobb dalai - 1992 – Locomotiv GT: Búcsúkoncert |  | - 1993 – Piramis: Szeress – BS 1992 - 1993 – Sztevanovity Zorán: Az elmúlt 30 év… - 1994 – Omega: Népstadion 1994 Omegakoncert – No. 1. Vizesblokk - 1994 – Omega: Népstadion 1994 Omegakoncert – No. 2. Szárazblokk - 1994 – P. Mobil: Worst of P. Mobil - 1995 – P. Mobil: Rest of P. Mobil - 1995 – Pokolgép: Utolsó merénylet - 1995 – Hungária: Micsoda buli! - 1995 – Republic: Október 67 - 1995 – Edda Művek: 15. születésnap - 1998 – P. Mobil: Az „első” nagylemez '78 (1978-as felvétel) - 2006 – Republic: Győri Kex (2005-ös felvétel) |